# Relaciones México-Pakistán
Las naciones de México y Pakistán establecieron relaciones diplomáticas en 1955. Ambas naciones son miembros de las Naciones Unidas y de la Organización Mundial del Comercio.

## Historia
En agosto de 1947, el Dominio de Pakistán (hoy en día la República Islámica de Pakistán y más tarde Bangladés) obtuvo su independencia del Imperio británico. El 19 de enero de 1955, México y Pakistán establecieron relaciones diplomáticas. En mayo de 1974, Pakistán abrió una embajada en la Ciudad de México. En 2007, México abrió una embajada en Islamabad, sin embargo, debido a restricciones presupuestarias, la embajada mexicana en Islamabad fue cerrada en 2009 y en su lugar, consulados honorarios se abrieron en Karachi y en Lahore.
En diciembre de 2004, el presidente pakistaní Pervez Musharraf realizó una visita oficial a México y se reunió con el presidente mexicano Vicente Fox. Durante la visita, ambos líderes discutieron el apoyo a una propuesta para reformar las Naciones Unidas.
En abril de 2007, la subsecretaria de Relaciones Exteriores de México, Lourdes Aranda Bezaury, realizó una visita a Pakistán para asistir a la segunda reunión del mecanismo de consultas sobre asuntos de interés común en Islamabad. En marzo de 2015, el Viceministro de Relaciones Exteriores de Pakistán, Burhanul Islam, realizó una visita a México y se reunió con miembros del Senado mexicano y expresó el interés de Pakistán en negociar un acuerdo de libre comercio con México.
En 2023, ambas naciones celebraron su VI reunión para el mecanismo de consultas sobre asuntos de interés común celebrada en Islamabad y a la que asistió el director general para África, Asia Central y Medio Oriente de la Secretaría de Relaciones Exteriores de México, José Tripp Villanueva.

## Vistas de alto nivel
Vistas de alto nivel de México a Pakistán
- Subsecretaria de Relaciones Exteriores Lourdes Aranda Bezaury (2007)
- Director general para África, Asia Central y Medio Oriente José Tripp Villanueva (2023)

Vistas de alto nivel de Pakistán a México
- Presidente Pervez Musharraf (2004)
- Viceministro de Relaciones Exteriores Burhanul Islam (2015)
- Ministro de Planificación, Desarrollo y Reformas Ahsan Iqbal (2018)
- Vicepresidente del Senado de Pakistán Saleem Mandviwalla (2019)

## Acuerdos bilaterales
Ambas naciones han firmado algunos acuerdos bilaterales, como un Acuerdo sobre la eliminación de visas para titulares de pasaportes diplomáticos y oficiales (2008); Memorando de Entendimiento entre la Secretaría de Agricultura y Desarrollo Rural de México y el Ministerio de Seguridad e Investigación Alimentaria Nacional de Pakistán para la exportación de arroz a México (2008) y un Acuerdo de Cooperación Científica y Técnica (2015).

## Relaciones comerciales
En 2023, el comercio bilateral entre ambas naciones ascendió a $372.4 millones de dólares. Las principales exportaciones de México a Pakistán incluyen: algodón, productos químicos, productos laminados de acero inoxidable, refrigeradores, máquinas de procesamiento de datos y plástico. Las principales exportaciones de Pakistán a México incluyen: artículos textiles, instrumentos médicos, herramientas, cemento, minerales, sal y pimienta.

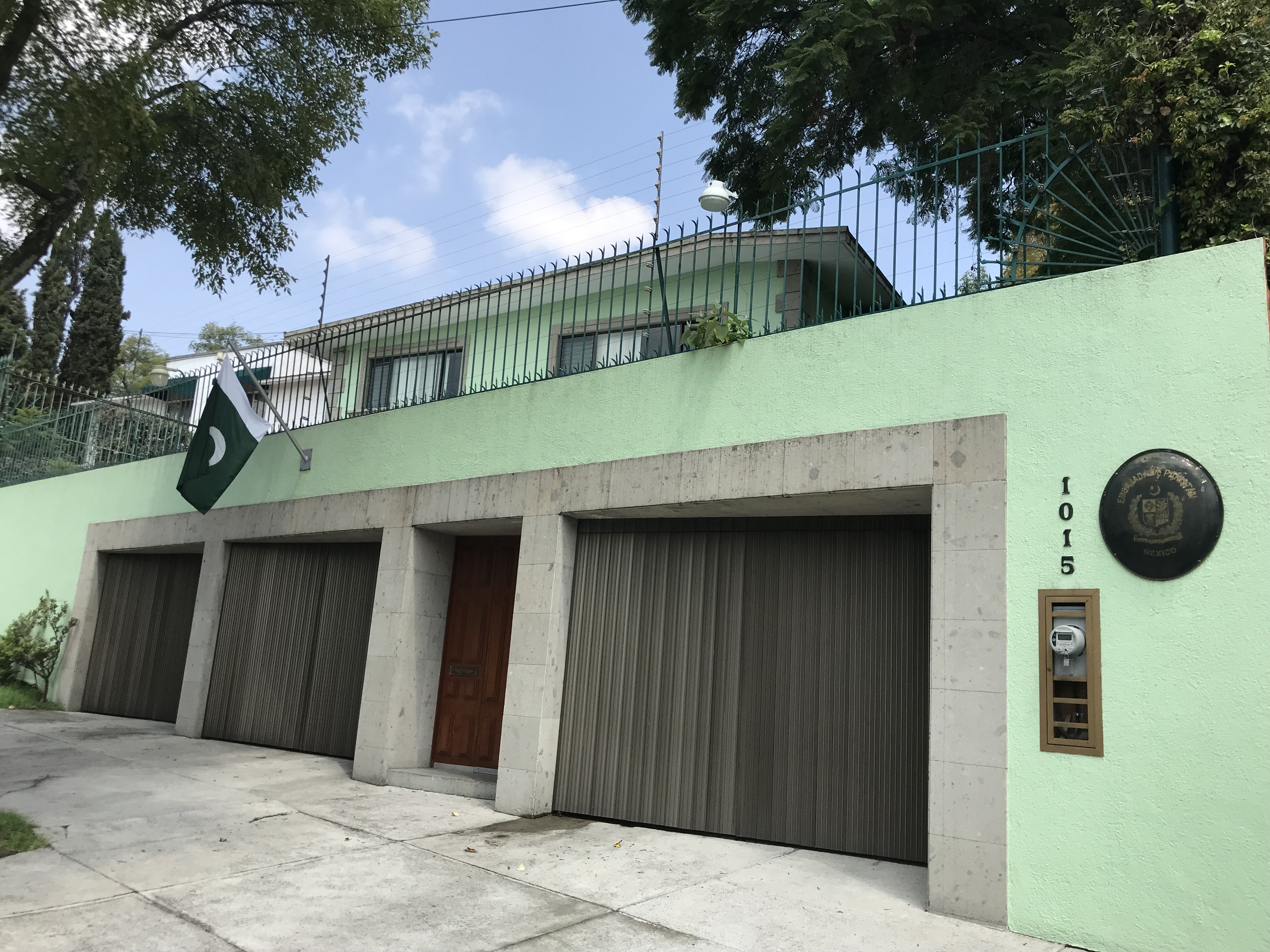
Embajada de Pakistán en la Ciudad de México

## Misiones diplomáticas residentes
- México está acreditado ante Pakistán desde su embajada en Teherán, Irán y mantiene consulados honorarios en Karachi y en Lahore.[9]
- Pakistán tiene una embajada en la Ciudad de México.[10]